# 군수산업
방위산업(defense industry) 또는 군수산업(arms industry)은 군대 등 국가 방위체계에서 사용되는 것을 생산하거나 연구 및 제조 하는 산업을 말한다. 군대에서 수요가 있는 것을 제조하거나 군대에 판매할 것으로 이윤을 얻는 산업의 총칭이다. 군수산업이 만들어내는 제품은 다방면에 이르고 있으며, 군대가 전투시에 이용하거나 전투에 대비하여 배포하는 무기·총기류와 그 무기에 사용되는 탄약과 군용 전자 장비 또한 지뢰, 수류탄 등 또한 군복이나 병사가 이용하는 다양한 장비 등 그 밖에도 군대가 일상 업무에서 사용 자재 담요, 연료, 식량 등의 다양한 제품을 생산 · 판매하는 산업 부문이다. 또한 정부와의 계약에 따라 민간 직원을 파견하여 정규군이 행하는 적극적인 전투 행동 이외의 보급 및 유지 보수 등의 주로 병참 업무를 대행하는 민간 군사 기업도 군수 산업에 포함될 수 있다.
특히 무기의 개발 · 제조 등에 특화하고 있는 경우는 무기 산업이라고 세분화하여 불러 나눌 수 있으며, 개별 기업이나 조직에 대해 무기 · 무기 판매 · 유통에 특화하고 있는 경우는 무기 상인 등이라고 나눌 수 있다.
군수산업은 전반적인 산업의 발전을 필요로 하는데, 소화기는 정밀공학에 근거한 경공업, 기갑장비는 자동차산업 및 중공업, 군함은 조선업 및 전자산업, 군용기는 항공산업 및 전자산업이 바탕이 되어야 하는 등 다양한 생산적 역량을 필요로 하기 때문이다.
국가마다 군수산업을 장려 및 진흥하기 위해서 다양한 정부 기관을 운영하고 있다. 대한민국의 경우 방위사업청을 운영하여 무기획득 및 무기개발을 실행하고 있으며, 프랑스의 경우 방위사업청을 운영 중에 있다.

## 같이 보기
- 군비 경쟁
- 무기 밀매
- 민간군사기업